# Klockbägarkultur

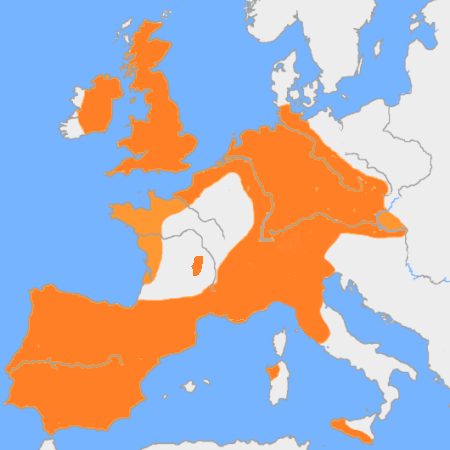
Ungefärlig utbredning av klockbägarkulturen.

Klockbägarkulturen (en: Beaker culture, tyska: Glockenbecherkultur), är i huvudsak en västeuropeisk stenålderskultur som förekom under 2000-talet f.Kr.  Den förekom i området från Marocko och Sicilien i söder till norska Vestlandet i norr, och från Irland i väster till Polen och Ungern i öster. Kulturen har fått sitt namn efter den vanligaste keramikformen,  med svängda sida och horisontell dekor. Samtidigt som klockbägarkulturen löpte även stridsyxekulturen, som var en del av de snörkeramiska kulturerna, som dominerade stora delar av östra och norra Europa.
Kulturen spåras till runt 2600 f.kr med ursprung i nedre Rhen-området. Med klockbägarkulturen spreds kopparföremål för första gången till stora delar av västra Europa. Efter ungefär 500 år ersattes kulturen av bronsåldern, som blev en slags fortsättning av den föregående kulturen men med tillägg av föremål av brons, vilket kan medföra att även denna period betraktas som en del av klockbägarkulturen.
Bland ledartefakterna, förutom de klockformade bägarna tillverkades även låga bägare och fotskålar i keramik. De hade vanligen dekor placerad i återkommande band, ibland i form av rutnät eller annan ristad dekor, ibland i form av inpressade stämplar och liknande. Bland andra ledartefakter märks rektangulära armledsskydd, av ett slag som kan vara viktiga för pilbågsskyttar, men dessa finns i mindre antal även i andra kulturer. Likaså var deras enmansgravar, ofta med den döde placerade i liggande sovställning (hocker) i relativt flacka högar med eller utan omgivande diken, vilket var ett kulturellt lån från den snörkeramiska kulturen i nordöstra Europa. Klockbägarkulturen är också känd för sina extremt välgjorda pilspetsar av flinta, vars typer ofta har urnupen bas eller är hjärtformade, men också dessa förekommer i andra kulturer. Bland kopparföremålen verkar bronsdolken varit symboliskt viktig samt på den Iberiska halvön de spjutspetsar som kallas Pamela points. 
Med etableringen av denna kultur upphörde byggande och användandet av megalitgravar i de allra flesta områden i västra Europa. Istället byggdes några andra monumentala typer av fornlämningar, såsom Henge och Stone Circles på främst de brittiska öarna och extremt långa stenrader i många parallella led, så kallade Alignements, i främst Bretagne i nordvästra Frankrike.
Till denna kultur tillskrivs också uppkomsten av det längdmått som kallas Megalitic Yard om 0,82 meter, ett påstående som tidigare var allmänt accepterat men som många nutida forskare betraktas med viss skepsis.

## Utbredning och ursprung
Klockbägarkulturen dominerade under denna tid i det mesta av västra Europa, såsom på den Iberiska halvön, i Frankrike och de Brittiska öarna, men också i västra Tyskland samt på Sardinien och Sicilien. I centrala och norra Europa spreds den ryckvis österut. I ett tidigt skede nådde den Schweiz, för att runt 2400 f.Kr spreds den vidare mot övriga delar av Tyskland samt Polen, men också söder om dessa områden ner mot Tjeckien. När denna kultur mötte den snörkeramiska kulturen i trakten av södra Tyskland uppstod en blandkultur.
Kulturens inledning är omdiskuterat, där somliga forskare antar att den uppstod på den Iberiska halvön medan andra tror att den uppkom i trakten av floden Rhens utlopp vid Nederländerna. Oavsett vilket som är det riktiga, har båda dessa områden spelat en viktig roll vid bildandet av kulturen och som medförde att denna kultur i princip blev fullständigt förhärskande i hela västra Europa. Bland undantagen märks främst ett område i norra Frankrike, där den västra delen hade kvar megalitgravar och den östra delen anammade denna tradition för första gången men i övrigt höll fast vid den kultur (SOM-kulturen) som fanns i detta område sedan tidigare. Det var med stor sannolikhet som denna SOM-kultur spreds till södra Skandinavien runt 2400 f.Kr. i samband med att klockbägarkulturen spreds österut i centrala Europa.